# Aubeterre-sur-Dronne
Aubeterre-sur-Dronne è un comune francese di 419 abitanti situato nel dipartimento della Charente, nella regione della Nuova Aquitania. Esso fa parte dell'associazione dei villaggi più belli di Francia. È bagnato dal fiume Dronne.

## Società

### Evoluzione demografica
Abitanti censiti